# Route nationale 31 (Madagaskar)
Die Route nationale 31 (RN 31) ist eine 129 km lange größtenteils befestigte Nationalstraße in der Provinz Sofia im Norden von Madagaskar. Sie zweigt bei Antsohihy von der Route nationale 6 ab und führt über Ambatosia nach Bealanana. 